# 欧苏瓦地区维利
欧苏瓦地区维利（法語：Villy-en-Auxois）是法国科多尔省的一个市镇，属于蒙巴尔区。该市镇总面积16.17平方公里，2009年时的人口为245人。

## 人口
欧苏瓦地区维利人口变化图示